# Malîciîna Hreblea, Borzna
Malîciîna Hreblea (în ucraineană Маличина Гребля) este un sat în comuna Vîsoke din raionul Borzna, regiunea Cernihiv, Ucraina.

## Demografie
Componența lingvistică a localității Malîciîna Hreblea
     Ucraineană (99,46%)
     Alte limbi (0,54%)
Conform recensământului din 2001, majoritatea populației localității Malîciîna Hreblea era vorbitoare de ucraineană (99,46%), existând în minoritate și vorbitori de alte limbi.